# إزرائيل هاميلتون
إزرائيل هاميلتون (بالإنجليزية: Israel Hamilton)‏ هو محامي أمريكي، ولد في 14 أبريل 1799 في ماساتشوستس في الولايات المتحدة، وتوفي في 11 أكتوبر 1842 في مقاطعة تشامباين في الولايات المتحدة.